# Associazione Calcio Treviso 1958-1959
Questa voce raccoglie le informazioni riguardanti l'Associazione Calcio Treviso nelle competizioni ufficiali della stagione 1958-1959.

## Rosa
| N. |                   | Ruolo | Calciatore          |
| -- | ----------------- | ----- | ------------------- |
|    | Italia (bandiera) | D     | Gianni Alessi       |
|    | Italia (bandiera) | P     | Mario Barluzzi      |
|    | Italia (bandiera) | D     | Elio Binda          |
|    | Italia (bandiera) | C     | Paolo Borsato       |
|    | Italia (bandiera) | A     | Amedeo Bressa       |
|    | Italia (bandiera) | D     | Cristiano Cervato   |
|    | Italia (bandiera) | D     | Roberto Corradi     |
|    | Italia (bandiera) | D     | Lorenzo De Negri    |
|    | Italia (bandiera) | A     | Alberto Fonzago     |
|    | Italia (bandiera) | C     | Aldo Fornasarig     |
|    | Italia (bandiera) | A     | Luciano Magistrelli |

| N. |                   | Ruolo | Calciatore          |  |
| -- | ----------------- | ----- | ------------------- |  |
|    | Italia (bandiera) | C     | Vittorino Mantovani |  |
|    | Italia (bandiera) | A     | Nereo Manzardo      |  |
|    | Italia (bandiera) | C     | Angelo Miglioranza  |  |
|    | Italia (bandiera) | D     | Bruno Perissinotto  |  |
|    | Italia (bandiera) | P     | Adriano Reginato    |  |
|    | Italia (bandiera) | A     | Giovanni Sperotto   |  |
|    | Italia (bandiera) | C     | Giorgio Spigariol   |  |
|    | Italia (bandiera) | A     | Narciso Taffarello  |  |
|    | Italia (bandiera) | A     | Luigi Trevisan      |  |
|    | Italia (bandiera) | A     | Mario Trinca        |  |
|    | Italia (bandiera) | P     | Gianni Vecil        |  |